# Naver Whale
Naver Whale (korejsky 네이버 웨일 [Nejbo weil]) je jihokorejský prohlížeč vyvinutý společností Naver.

## Funkce
Prohlížeč Naver Whale má svá vlastní rozšíření, ke kterým lze přistupovat prostřednictvím obchodu Whale Store.
Stránky lze překládat prostřednictvím služby Naver Papago a lze je překládat z 15 jazyků.
Naver Whale nabízí možnost nazvanou Whale ON pro pořádání videokonferencí bez časových limitů.
Vzhledem k tomu, že je prohlížeč založen na Chromiu, je kompatibilní s Google Chrome.